# Vibram
Vibram is een Italiaans bedrijf, gevestigd in Albizzate in de provincie Varese, dat zich bezighoudt met het produceren en het licenseren van de productie van Vibram-rubber zolen voor schoenen. De bedrijfsnaam is een porte-manteauwoord, afgeleid van de naam van de oprichter, Vitale Bramani die gezien wordt als de uitvinder van de eerste rubberen nokkenzool. Vibram-zolen werden voor het eerst gebruikt voor bergsportschoenen ter vervanging van leren zolen die voorzien waren van zoolspijkers of stalen klampen, die veel gebruikt werden tot die tijd.
De zolen die geproduceerd worden door Vibram worden Vibram-zolen, Vibram-rubber of simpelweg Vibram genoemd.

## Geschiedenis

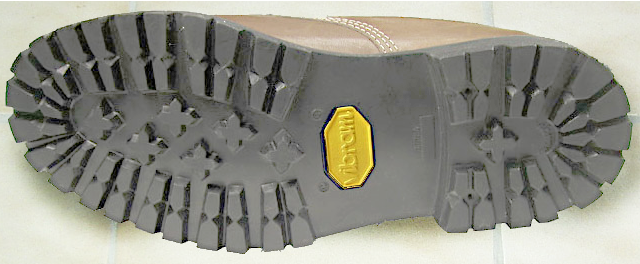
onderkant van het oorspronkelijke Vibram "Carrarmato" nokkenzool met het gele Vibram-embleem

In 1935 werd de dood van vijf bergbeklimmende vrienden van Bramani in de Italiaanse Alpen op de Punta Rasica deels toegeschreven aan ontoereikende schoenen. In dat jaar beklommen Bramani en achttien vrienden de Rasica. Destijds was het gebruikelijk dat een groep hun stevige laarzen met stalen klampen inwisselde voor touwschoenen waarmee zij via een touw de bergwand konden beklimmen, de laarzen zouden bij de terugweg weer worden aangetrokken voor de terugreis. De reden hiervoor is dat de stalen klampen erg goed werken voor ijs en steile heuvels (van aarde), maar minder goed werken voor het beklimmen van steile rotsmuren. Bij het ongeval waren de klimmers op de terugweg getroffen door noodweer terwijl ze nog touwschoenen aan hadden en zich op een gletsjer bevonden, ver weg van hun laarzen met klampen. Doordat de touwschoenen geen goede grip hadden bij slecht weer kon de groep niet dalen of klimmen naar een beschutte plek. Na uren onbeschut in het noodweer stierven er vijf aan onderkoeling. De tragedie dreef Bramani ertoe een nieuwe zool te ontwikkelen voor het klimmen. Twee jaar later patenteerde hij zijn uitvinding en bracht hij de eerste schoenen met rubberen nokken op de markt volgens het "Carrarmato"-ontwerp met financiële steun van Leopoldo Pirelli van de Pirellibanden. Bramani kwam in contact met Pirelli via diens zwager, Franco Brambilla.
De zool was ontworpen om uitstekende grip te bieden op het breedste scala aan oppervlakken, met een hoge mate van slijtvastheid en werd gemaakt met de nieuwste gevulkaniseerde rubber van die tijd, die ontwikkeld was door Charles Goodyear.
In 1937 beklommen Ettore Castiglioni en Vitale Bramani op 27 en 28 juli voor het eerst in hun carrière de noordwestkant van de Piz Badile terwijl zij experimenteerden met Vibram-zolen. Dit tempo konden ze waarschijnlijk aanhouden door de nieuwe zolen, de beklimming van de Capanna di Sciora via de Trubinasca-gletsjer kostte vaak al veel tijd.
In 1954 werd de eerste succesvolle beklimming van de top van de K2 gemaakt door een Italiaanse expeditie, die gebruik maakten van Vibram-zolen.
In de jaren 2000 creëerde Vibram een nieuw type schoen, genaamd Vibram FiveFingers, dat door Time Magazine werd gezien als een van de beste uitvindingen van 2007. De kenmerken van de nieuwe schoen zijn de vorm die eruitziet als een handschoen voor voeten, en de rubberen zool die zich aanpast aan de bewegingen van de voeten.

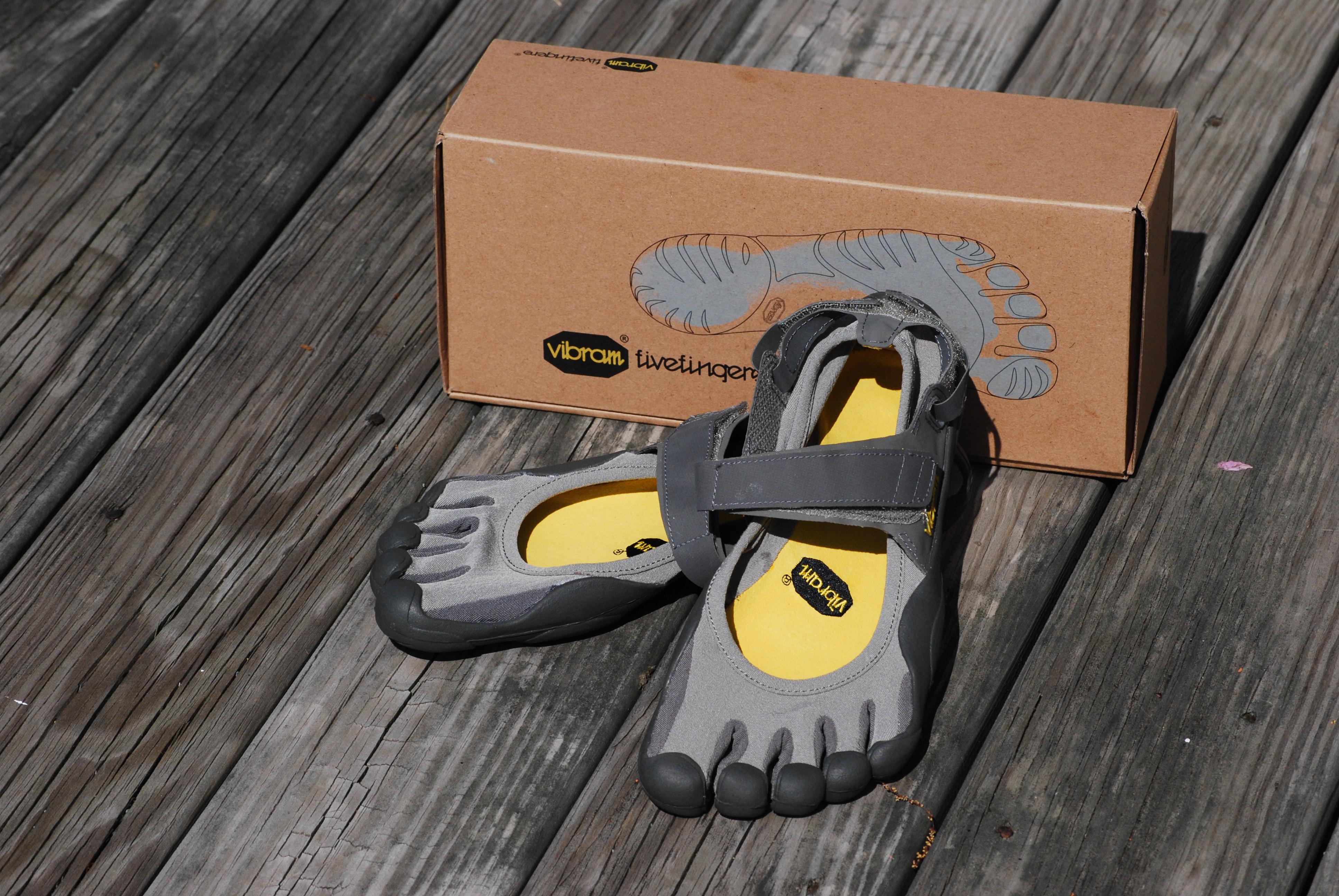
FiveFingers samen met doos

In 2015 werd de Furoshiki-schoen gelanceerd, ontworpen door de creatieveling van oosterse afkomst die werkt voor het bedrijf, Masaya Hashimoto. Ze zijn gebaseerd op het idee dat men hun voeten inwikkelt met doeken volgens de Japanse traditie van het inwikkelen van spullen voor wanneer je binnengaat bij openbare baden. In juni 2018 ontvingen de Furoshiki-schoenen de Compasso d'Oro-prijs.

## Producten
Tegenwoordig worden Vibram-zolen vervaardigd in Brazilië, China, Italië, Tsjechië en de Verenigde Staten en worden deze door meer dan 1000 schoenenfabrikanten in hun schoenproducten gebruikt. Typerend voor deze zolen is dat er vaak tussen de hiel en de voorzool het gele Vibramlogo wordt geplaatst. Vibram staat erom bekend een pionier te zijn van de barefoot running-beweging met de FiveFingers schoenen, die het uiterlijk en de werking van blote voeten nabootsen. Een andere bekende partij die minimalistische schoenen produceert, Merrell, maakt tevens schoenen met de Vibram-zool voor blote voeten, maar deze hebben geen aparte teenruimtes.
Hoewel het merk vooral bekend is onder de outdoor- en bergsportgemeenschap, produceert Vibram talloze modellen qua zolen die speciaal zijn ontworpen voor onder andere; mode, motorsport, militairen, brandweer, redding, wetshandhaving of industrieel gebruik. Vibram produceert ook zolen die uitsluitend worden gebruikt voor het herzolen van schoenen.
Vibram produceerde sinds 2008 een reeks schijven voor de diskgolfsport. Op 20 februari 2018 werd besloten om te stoppen met de productie van de schijven, waarna in de loop van augustus 2018 ervoor gekozen werd om de verkoop te staken. Ze hielden zich voornamelijk bezig met putters en fairway drivers.
Vibram-zolen werden ook gebruikt als productplaatsing voor de Bee Movie, die uitkwam in 2007.

## Materiaal
Hoewel de eerste zolen werden gemaakt van gevulkaniseerd natuurlijk rubber, worden er momenteel synthetische mengsels gebruikt, die kunnen bestaan uit ongeveer 15-20 verschillende ingrediënten (waaronder bijvoorbeeld zwavel, koolstof, silicium) die de prestaties van het eindproduct sterk beïnvloeden.

## Conflicten
In april 2012 werd een rechtszaak aangespannen tegen Vibram, vanwege claims over hun Vibram FiveFingers-schoen. Vibram beweerde dat de schoen "voetblessures vermindert en voetspieren versterkt." Een gecontroleerde studie die gepubliceerd werd in 2013 toonde aan dat het risico op beenmergoedeem bij nieuwe dragers juist was toegenomen tijdens hun overgangsperioden naar minimalistische schoenen.
Hoewel Vibram elke "feitelijke of potentiële fout... of aansprakelijkheid" uitdrukkelijk heeft geweigerd, werd op 7 mei 2014 aangekondigd dat het bedrijf is overgegaan om de zaak te schikken, en stemde ermee in om $3,75 miljoen opzij te zetten om terugbetalingen tot $94 te faciliteren voor iedereen die het product sinds 21 maart 2009 heeft gekocht.